# Thalassodes opaca
Thalassodes opaca là một loài bướm đêm trong họ Geometridae.